# Parco nazionale dell'arcipelago di Ekenäs
Il parco nazionale dell'arcipelago di Ekenäs (in finlandese: Tammisaaren saariston kansallispuisto) è un parco nazionale della Finlandia, nella provincia della Finlandia meridionale. È stato istituito nel 1989 e occupa una superficie di 52 km².
Dal 1996 il parco è insignito del Diploma europeo delle aree protette.